# Bolemin
Bolemin – wieś w Polsce położona w województwie lubuskim, w powiecie gorzowskim, w gminie Deszczno. Łączy się od zachodu  z zabudowaniami Płonicy.

## Historia

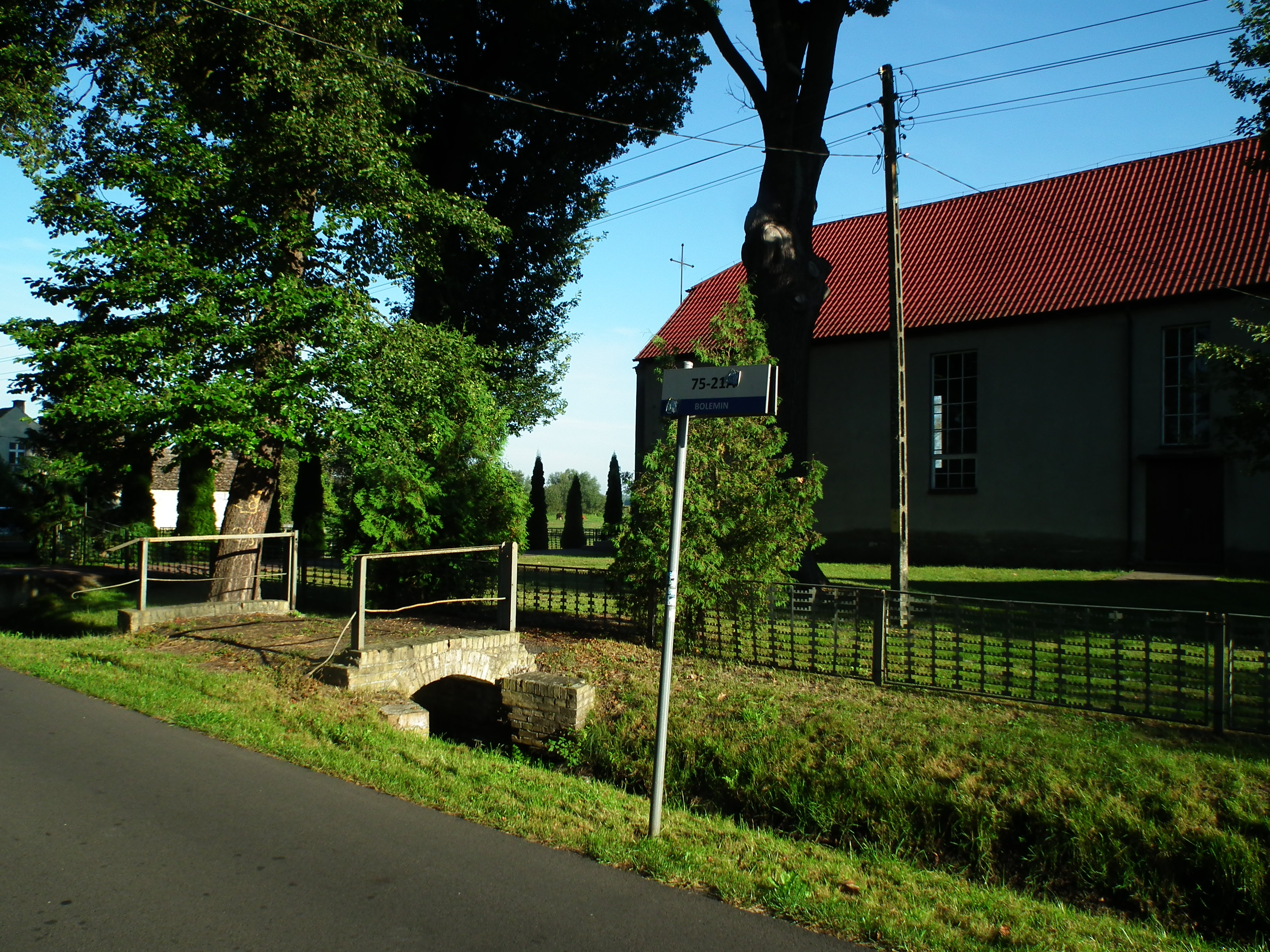
Kościół

Ślady osadnictwa na terenie miejscowości sięgają epoki brązu, tj. lat 1300-300 p.n.e. Obecna wieś powstała w 1754 jako Blockwinkel, a założono ją dla osadników osuszających błota nadwarciańskie. W tym roku sprowadzono tu 27 "niemiecko-polskich kolonistów". W 1784 mieszkało we wsi 49 rodzin posiadających po 50 mórg ziemi każda. Łącznie było to 314 osób. 
W 1799 powstała protestancka świątynia z muru pruskiego – obecny katolicki kościół Świętych Apostołów Piotra i Pawła. W 1938 mieszkało tu 280 osób, w 1939 było ich 595.
W latach 1975–1998 miejscowość administracyjnie należała do województwa gorzowskiego.

## Komunikacja
Wieś połączona z Gorzowem Wielkopolskim linią MZK. Na granicy z Płonicą istniała od 1912 stacja Płonica Bolemin na rozebranej w 2008 linii kolejowej Gorzów Wielkopolski Zieleniec – Chyrzyno (zabudowania dworcowe istnieją jako mieszkania prywatne). Likwidacja ruchu pasażerskiego nastąpiła w 1992.

## Zabytki
Do wojewódzkiego rejestru zabytków wpisany jest:
- kościół ewangelicki, obecnie rzym.-kat. pw. świętych Piotra i Pawła, o konstrukcji szachulcowej wybudowany w 1799 jako kościół protestancki[5].